# Peter Mortimer
Peter Mortimer (Puttenham (Surrey), 5 de desembre del 1750 - 8 de gener del 1828) fou un musicògraf alemany d'origen anglès.
De molt jove passà a Alemanya i s'afilià a la secta dels germans moraus, que li encarregaren la redacció del seu diari. Mortimer era un verdader savi, sobretot en matèries de música i història, i visqué en una pobresa tan extremada, que no podia contestar les cartes que li escrivien. Zelter, en una epístola dirigida a Goethe el 1822, conta alguns exemples interessants de la vida de Mortimer, la ingenuïtat i senzillesa del qual eren tan grans com la seva saviesa.
La seva obra més important és la titulada Der Choral-Gesang zur Zeit der Reformation (Berlín, 1821-23), treball ple d'erudició i de bon sentit, en què l'autor intenta demostrar que les melodies del cant coral protestant provenen de tres dels modos grecs.
El pianista i compositor Dreschke donà a conèixer l'obra titulada System der acht Kirchen Tonarten nach P. Mortimer (Berlín, 1834), que era un extracte del Tractat dels tons, de Mortimer.